# 今西芳治
今西 芳治（いまにし よしはる、1943年5月 - ）は日本の経済学者（専門は財政学）、近畿大学名誉教授。
近畿大学経済学部経済学科教授。2007年4月1日に経済学部学部長に就任。2021年、瑞宝中綬章受章。

## 著書
- 財政の理論と実際―日本財政の課題（ISBN 4-326-50189-8　勁草書房、2000年6月20日出版）
- 企業活動の国際化と法人税（ISBN 4-502-63463-8　中央経済社、1994年11月出版）
- 現代財政理論（世界書院、1987年4月出版）
- 現代企業課税論－税負担の公平性と経済効果に関する一考察－（ISBN 4-481-81363-6　中央経済社、1981年9月出版）
- 現代経済学入門（共著者：西村貢、新評論、1977年5月出版）